# 臨時列車
臨時列車是指因應一些需求而在特定日期或期間行走的列車。臨時列車的相反詞語為定期列車。

## 日本的臨時列車

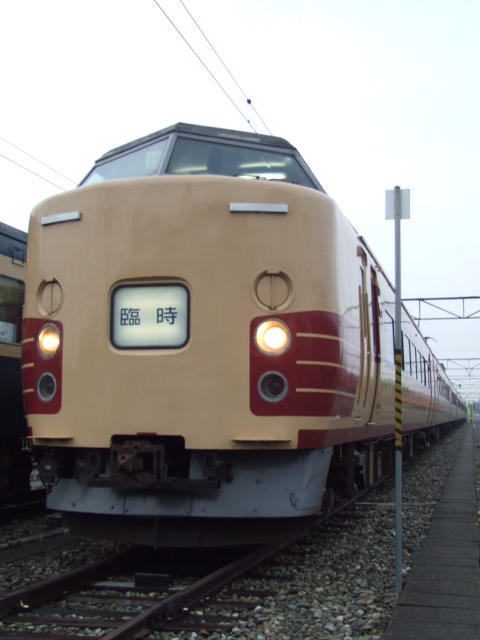
JR東日本日本國鐵183系電動列車的頭牌顯示「臨時」。

在不同時期，鐵路線的客量需要也不同，當定期列車不能應付大量乘客或貨物時便會開辦臨時列車（加班列車）。另外，當大型團體使用鐵路服務時也會開辦臨時列車，這些團體例如宗教團體、旅行團或修學旅行等，這些團體所乘坐的列車會名為團體專用列車（包車）。根據這個原則，皇家列車也是團體臨時列車的一種。
但是，「臨時列車」多數只指前者，於多客時才開辦的臨時列車。
另外，近年在日本鐵路公司開設的觀光列車中，這些列車主要不是運送乘客從一個地方前往另一個方面，而是於車上的體驗（例如沿途風景與車內餐飲服務）。這些臨時列車可以是多客才開設的臨時列車或團體臨時列車。
在客運列車方面，臨時列車的開辦時期可以是在年尾年初、黃金周、御盆節和長假期等旅遊旺季，又或者於舉行大型活動（例如煙花大會、搖滾音樂節、職棒比賽或J聯賽等）時，由於會有大量旅客集中同一時期乘坐列車，因此而開辦臨時列車班次。另外，在星期五等假日前夕於晚上臨近尾班車時段，由於客量比其他非假日前夕的日子較多，因此有一些鐵路公司會在假日前夕的尾班車時段開設臨時列車以疏導乘客。另外，只於特定星期（例如逢星期日才行走）或隔日行走的列車也會視為臨時列車。但是有一些團體列車（特別是修學旅行列車）往往在淡季期間行走。在這個時期，於鐵路線上的行走的列車較少，因此有能力加開班次以服務指定群眾。
在日本，多數的臨時列車是由JR開辦。在JR以外的私鐵方面，部分私鐵沿線設有大型比賽場地，例如西武鐵道、阪神電氣鐵道（上述沿線附近設有棒球比賽場地）、京王電鐵和京阪電氣鐵道（上述沿線附近設有馬場），這些鐵路公司會在相關活動比賽日也會開設臨時列車。
在定期列車班次臨時延長行走區間時，其延長區間會視為臨時列車。
在國鐵分割民營化後，這些臨時列車通常會稱為增發列車。在東日本旅客鐵道（JR東日本）和九州旅客鐵道（JR九州）的官方文獻中會使用增發列車這個詞語。另外，JTB出版或交通新聞社發行的時間表中，於1990年前會使用「臨時列車」這個詞語，在1990年後使用「增發列車」。但是交通新聞社版的時間表在2006年起，再次傾向使用「臨時列車」這個詞語。

### 運行形態
臨時列車的行走時間基本上會在鐵路線上沒有列車行走的時段中加插。因此，臨時列車一般會比同一區間行走的多數定期列車之表定速度為慢（即是行車時間較長期列車長）。另外，臨時列車與定期列車的車輛與編成也會有差異。
另外也有一個稱為「救援臨時」的臨時列車，該列車是當發生天災或事故時，緊急地臨時開設的班次，以集中運送原本乘坐定期列車的乘客。這些班次沒有紀載在時間表上，同時就像巴士的續班概念。這個情況下，臨時列車的車輛等級與座位多會為普通車廂和自由席。在近年的例子中，於2008年11月30日，新幹線0系電動列車行走最後一班定期班次「回聲659號」，由於當時有許多乘客乘坐該班次，因此開設了救濟臨時列車「回聲697號」，該班次使用500系行走。

#### 預定臨時列車
在製作列車時間表時，已經預先安排的非定期列車的列車會稱為預定臨時列車，當中於季節時候開辦時會稱為季節列車。
「預定臨時列車」可預先制定臨時列車的時間表。這些臨時列車的時間表會有其不足之處，例如若本身路線容量不足時（例如單線或設有許多定期優等列車），臨時列車進行待避或列車交會便需要較多時間等待其他列車通過。或可能一些定期列車為了將就「預定臨時列車」而需要把定期列車的時間表稍為調整（這個情況下會在時間表等地方事前通知）。另外，在「預定臨時列車」的運輸日以外，也會設有團體列車班次使用「預定臨時列車」的時間表行走。另外「預定臨時列車」多會於特定星期或時期行走，這些列車就像定期列車一樣定時開辦。
「預定臨時列車」的列車例子包括行走於上野站至札幌站之間的臥鋪特急「仙后座」、行走於大阪站至札幌站之間的臥鋪特急「黃昏特快」（兩架列車已被廢除），以及部分假日快速與觀光列車。

#### 季節列車、季節時間表
在一些季節的客量會有重大變化，因此在這些時期會開設季節列車。在這個期間中，季節列車如同定期列車一樣定期行走。在計算定期列車班次時，季節列車會包含在內。在2015年度的時間表中，上越線水上站至越後中里站之間便看到了這個變化。另外在1968年10月時間表修正前，這些「季節列車」曾經名為不定期列車。在日本國有鐵道（國鐵）時代，季節列車和臨時列車會區分得較為明確。在JR化以後，兩者區分變得模糊別。在2000年代起，兩者都會稱為「增發列車」。
另外，在一些季節時期，一些鐵路公司可能直接把整個時間表臨時調整，在這個情況下會以季節時間表的方式安排列車行走。
在1961年（昭和36年）夏季起，國鐵、JR於房總各路線中設定了「夏季時間表」，當中實施時期是在當年的暑假與較多海灘客的時期（約40日）。影響的時間表包括了總武緩行線在內，所有千葉鐵道管理局（後來為JR東日本千葉分社）的路線。當時透過調動其他管理局的車輛，以及使用一些新車（這些車輛預定於下一個時間表修正中正式投入服務）以行走新增的班次。在1972年（昭和47年）總武快速線啟用後，「夏季時間表」增加了特急列車班次，快速「藍海」、「白沙」的行走區間臨時延長（延長區間為內房線君津站至千倉站之間，以及外房線大原站至安房鴨川站之間）。這些列車的車頭中會掛上頭牌。後來隨著高速巴士網開始發達和東京灣跨海公路開通，加上乘客出行趨勢的有了變化（海外旅行變得更平常，以及對於休閒活動有所變化），使「夏季時間表」在1998年（平成10年）便取消。
在國鐵和JR以外，京王電鐵京王線系統於2006年前的春秋兩季之星期六及假日實施「季節時間表」。京濱急行電鐵於1995年前的7月至8月部分假日實施「夏季假日時間表」。京阪電氣鐵道於2003年秋季的星期六及假日，以及2004年5月1日實施「假日特別時間表」。樽見鐵道在2005年前的賞櫻季節實施「櫻花時間表」。

#### 運輸日期
為了配合沿線的活動與星期，臨時列車可以在運輸日前數月已經制定。在JR臨時列車行走計劃中，原則上一年公布4次（1月、5月、8月和10月），所有JR公司都會一同發表。那4次是按不同季節作區分，「春季」是3至6月，「夏季」是7至9月、「秋季」是10至11月，「冬季」是12至2月。
在國鐵時代，一些不定期/季節列車只於部分繁忙時期行走，於時間表內會以「運行日A」和「運行日B」作區分。當中區分的時期會有所差異，包含快速急行→急行東武日光線特急和小田急浪漫特快曾經使用這個區分方法。
九州旅客鐵道（JR九州）會把「由布院之森」於未來1年的運行日和「坐A列車去吧」、「海幸山幸」於未來半年的運行日事先公布。
另外，也有一些臨時列車是整年行走，尤如定期列車一樣。例如「Resort白神號」（冬季除外）和停靠新高岡站的「光輝」。
在臥鋪特急「仙后座號」和「黃昏特快號」列車中，由於較少編成可行走該列車，因此不可以以定期列車的方式營運，只能在一周中的特定日子行走。
此外也設有一些因應旅客需要而長期開設每日行走的臨時列車。
在1970年代，日本戰後經濟奇蹟造就了定期列車未能應付乘客需求，因此便增加了臨時列車班次，例如「雷鳥」和「綠」，這那班次是以「毎日行走的臨時列車」身份行走，當時的臨時列車編號為5x號，而「毎日行走的臨時列車」編號則為7x號。另外，這些列車在下一次時間表修正中會升級為定期列車。
在九州新幹線部分區間開業時，由於不確定實際的乘客需求，因此部分「燕」、「接力燕」會以臨時列車的身份行走。若果這些班次的乘車率合符需求，便會開始變為毎日行走，在開業1年半後更升級為定期列車。
上述的臨時列車例子在1985年3月14日日本國鐵時間表修正首次登場，當時以「α列車」標記這些列車。
截至2015年3月14日，奧羽本線弘前站至大館站之間於日間設有毎日行走的臨時普通列車，陸羽東線鳴子溫泉站至新庄站之間設有於晚上9時時段出發的臨時尾班車。
在東海旅客鐵道（JR東海）中，三重縣內部分路線設有臨時列車，另外設有從美濃太田出發，經多治見前往名古屋的「Home Liner太多」（列車編號是8xxx），這些班次在2009年3月14日時間表修正中均升級為定期列車。在九州旅客鐵道（JR九州）中，截至2009年3月13日設有毎日行走（包括平日）的臨時列車（列車編號是8xxx），在翌14日的時間表修正便升級為定期列車。在這次修正中，開設了行走於南宮崎站至宮崎機場站之間，以及鹿兒島本線從市來出發前往川內的臨時列車班次，隨後在2013年3月16日時間表修正中均升級為定期列車。
在營業列車以外，也會有一些「每日行走」的臨時列車，例如工程列車的回廠的班次，以及運送物資的配給列車等。這些列車可以根據實際情況彈性地改變行走日期與時間，甚至取消班次。
但是，在部分路線中（尤其是大都市的通勤路線），本身已經設有平日時間表和假日時間表，當中只於平日行走或假日行走的列車不會定義為定期列車。

#### 列車編號
在國鐵的列車編號中，6xxx、7xxx號是季節列車，8xxx、9xxx號是臨時列車。在民營化後，列車編號的分配有所變更，實際上8xxx號是季節列車（預定臨時列車），9xxx號是臨時列車（非預定臨時列車），有一些JR公司不使用6xxx、7xxx號作為臨時列車編號。在JR九州，6xxx號會用於定期列車班次上。
在發生東日本大地震後，曾經實施「暫時時間表」。在2012年3月16日前，這些列車的編號使用7xxx、9xxx號。仙石線陸前小野站、矢本站至石卷站之間的列車編號在全線重開前（2015年5月29日）是使用7xxx號。
在過去，曾經設有以下列車編號分配。
- 在戰前，1xxx號是用於不定期列車。
- 在戰後，1xxx號是用於同盟軍專用列車（日语：連合軍専用列車）。因此不定期列車使用2xxx、8xxx號。其中，2xxx號是一些運輸日未定的列車（由於車輛或燃料不足而有這個情況）。後來隨著車輛與燃料回復穩定，這些列車均升級為定期列車。8xxx號列車是復員列車。原則上2xxx和8xxx號列車毎日行走，一般乘客也可使用，但是當復員船進入港口時，為了運送復員，一般乘客乘車時會受到限制。
- 在1964年修正（日语：1964年10月1日国鉄ダイヤ改正）前，1xxx號是不定期列車，3xxx號或以上是臨時列車。
- 在1968年10月修正前，3xxx號是不定期列車。另外，在當天前，季節列車會被稱為不定期列車。

#### 行走路線
在海灘旺季或滑雪旺季，一些平時較少旅客使用的路線在這些時期會有許多旅客使用。另外，一些臨時列車會有機會途經一些定期列車不會行走的路線（例如「Spur號」等）。
另外，在某些時代背景與活動的獨特性下，會設一些少見的臨時列車。例如在1967年至1972年之間，推出了為新婚夫婦而設的「壽周遊券」，當時開設了只有頭等臥車（相當於現時的A寢台）的臨時急行「壽」，行走於大阪站至宮崎站之間，這架列車主要讓新婚旅行客使用。列車開往宮崎縣的原因是有較多旅客前往該處觀光（同時為新婚旅行的熱門目的地）。

### 臨時列車例子

#### 休閒與臨時列車
在1960年代後期，由於經濟發展蓬勃和日本國內推出國民所得倍增計劃，因此國內的休閒活動開始多元化發展。因此，國鐵在不同季節也開設相應的臨時列車以針對不同季節的休閒活動。另外，這些特性的臨時列車之愛稱也會與那些休閒活動有關。
「○○海灘」、「○○海洋」（或「○○Marine」）等
例如「海洋藍鯨波號」，列車愛稱已經可以帶出海的形象。這些列車多數於海灘旺季行走，列車類別多數為快速列車。在1980年代至1995年之間，小田急電鐵曾經開設行走於新宿/唐木田站→片瀨江之島站之間的臨時「夏日海灘」號或「湘南海洋特快」，以吸引旅客前往江之島海岸觀光。
○○銀嶺
在這些臨時特急/急行列車中，所有車廂或大部分車廂都會是指定席。此外，○○是沿用定期列車的愛稱（例如「淺間銀嶺」和「梓銀嶺」等）。而特急「富士山」的前身列車特別準急「銀嶺」與臨時列車沒有關係。
○○滑雪（或「○○Ski」）
在這些臨時急行/快速列車中，所有車廂或大部分車廂都會是自由席。此外，○○是沿用定期列車的愛稱（例如「藏王滑雪」和「小出滑雪」等）。另外曾經開設了一些沒有列車愛稱的臨時班次，但是這些班次也是為滑雪客而設，在1927年（昭和2年）起於上越線開始行走，直至中国抗日战争激烈化的1937年（昭和12年）12月才廢除。
Spur號
除了北海道和四國外，Spur號在日本全國主要城市開設，前往各地的滑雪場。Spur號是在1986年由日本國有鐵道開設的臨時列車。開辦的目的是為了與滑雪巴士競爭。後來，由於滑雪客減少，使使用這些列車的人次也減少，運輸規模也漸漸縮細，最後在2006年度廢除。詳情參見Spur號列車。
在2000年代起，由於巴士旅行團數量增加，加上滑雪客減少，使於在來線行走的滑雪列車幾乎絕跡。相反，JR東日本利用即日來回滑雪場作為賣點，吸引乘客使用上越新幹線和北陸新幹線往返城市與滑雪場之間，更於冬季開設臨時列車。此外也為這些旅客提供優惠車票，JR東日本集團更於新潟縣內開設Gala湯澤滑雪場，為了這個滑雪場開設Gala湯澤車站。

#### 度假與臨時列車
一些臨時列車會運送乘客往返度假勝地，當中其中一個例子是國際知名的避暑勝地輕井澤。曾經特急「淺間」、急行「信州」、「妙高」均開設臨時列車班次。在1968年7月20日起，更開設日本首架季節特急「吹風」，該列車行走於東京站至中輕井澤站之間。另外，針對當地的高級別墅地區，也開設全車為綠色車廂的客車急行「輕井澤綠色車廂」。詳盡參見信越本線長野以南優等列車演變。
另外在1985年「阿爾法大陸特快」登場起，鐵路與渡假村的關係更趨密切。車內設施由列車主要目的地「阿爾法渡假村・苫鵡」（鄰接苫鵡站）提供，該列車的車輛是使用KiHa56系柴油列車改裝而成，在改裝後改善為車內空間和提供獨立的空間。後來，性質相近的渡假列車車輛陸續登場，包括「富良野特快車」、「苫鵡佐幌特快」、「二世古特快」和「水晶特快 苫鵡&佐幌」，這些度假列車都受到旅客歡迎，成功把渡假臨時列車與渡假村融合。
後來，這些愉快列車的形態有較大變化，主要的列車都是團體列車和使用榻榻米房間列車（日式客車），這對於JR各公司有較大影響。在JR化後，只有少數愉快列車還繼續定期行走（以臨時列車的名義）。

#### 體育活動與臨時列車
在舉行體育比賽之際，於比賽場所附近的車站會設一些臨時列車班次。尤其在大型或重要比賽時，會吸引數萬人次前往比賽場地，因此對於運輸需求也大幅提升。特別是私鐵公司，由於部分私鐵的母公司擁有一些比賽場地或職棒球隊，因為在營業層面上，將會更積極地於比賽日子安排臨時列車班次。在部分車站和路線中，主要是在開設臨時列車時才使用。
以下是當舉行體育活動時開設的臨時列車與路線（路線名稱旁邊是主要設施名稱）
- 日本職棒
  - 阪神本線 - 阪神甲子園球場
  - 西武狹山線（部分路線直通至池袋線） - 西武巨蛋（Belluna巨蛋）
  - JR仙石線 - 宮城球場（樂天生命 Park宮城）
  - Osaka Metro長堀鶴見綠地線 - 大阪巨蛋（京瓷巨蛋大阪）
  - 神戶市營地下鐵西神·山手線 - 神戶綜合運動公園棒球場（日语：神戸総合運動公園野球場）（Hotto Motto球場）
  - 名古屋市營地下鐵名城線 - 名古屋巨蛋（萬特力巨蛋 名古屋）
  - JR山陽本線、吳線、可部線 - 馬自達Zoom-Zoom廣島球場
- J聯賽與由FIFA（國際足球協會）主辦的國際比賽
  - JR鹿島線、鹿島臨海鐵道大洗鹿島線 - 茨城縣立鹿嶋足球場 ※列車會臨時停靠鹿島足球場站
  - 埼玉高速鐵道線 - 埼玉2002體育場
  - 京王線 - 東京體育場（味之素體育場）
  - JR橫濱線 - 橫濱國際綜合競技場（日產體育場）
  - 大阪高速鐵道大阪單軌電車線 - 市立吹田足球场（Panasonic Stadium Suita）
  - Astram Line - 广岛广域公园陆上竞技场（Big Arch）
  - JR長崎本線 - 鳥栖體育場（駅前不動產體育場）
- 中央競馬（日语：中央競馬）
  - 京王線、競馬場線、JR南武線、武藏野線 - 東京競馬場※京王線方面，除了設有從府中競馬正門前站到發的臨時列車班次外，特急和準特急會臨時停靠京王線與競馬場線的轉乘站東府中站。
  - 京阪本線 - 京都競馬場
  - 名鐵名古屋本線 - 中京競馬場
  - 阪急神戶本線、今津線 - 阪神競馬場
  - JR武藏野線、京成本線 - 中山競馬場※特急會臨時停靠東中山站。
- 競輪賽
  - 南海本線 - 岸和田競輪場（日语：岸和田競輪場）
  - 近鐵京都線 - 奈良競輪場（日语：奈良競輪場）※急行會臨時停靠平城站。
- 競艇
  - Osaka Metro南港港城線、四橋線 - 住之江競艇場（日语：住之江競艇場）
  - 吳線、山陽本線、宮島線 - 宮島競艇場（日语：宮島競艇場）※廣電宮島線的電車會臨時停靠宮島賽艇場站。但是受到新冠疫情影響，在2020年由於實施閉門作賽，因此那時候不會臨時停靠宮島賽艇場站[11]。
  - 筑豐本線 - 若松競艇場（日语：若松競艇場）※但是在時間表上沒有記載臨時列車班次。

#### 大學入學試與臨時列車
部分舉行大學入學試（大學入試中心試驗等）的場地由於距離市中心較遠。因此於試場附近的車站會開設臨時列車班次。以下為部分例子：
- 福島大學的中心試驗是在JR東日本東北本線福島站至松川站之間（最近福島大學的車站是金谷川站，但是由於該站沒有折返設備，因此臨時列車會行駛至鄰站松川站）
- 鳥取大學的二次試驗是在鳥取大學前站附近，當日開設於鳥取大學前站到發的臨時特急「勝利白兔」

#### 祭典、節日與臨時列車
在鐵路沿線舉行祭典等活動時會開設臨時列車班次。以下為部分例子：
- 為了配合舉行仙台年初開賣（日语：仙台初売り）活動，東日本旅客鐵道東北本線會開設臨時列車班次，這些班次到達仙台站是早上5時時段（一般定期列車到達仙台的時間是接近早上6時）。
- 在每年8月15日都會舉行諏訪湖祭湖上煙花大會（日语：諏訪湖祭湖上花火大会），在每年9月上旬都會舉行全國新作煙火競技大會（日语：全国新作花火競技大会），包括中央本線等JR東日本長野分社部分路線會開設多班臨時列車。
- 在每年9月1日-3日都會舉行越中Owara風之盆（日语：おわら風の盆）。在9月1日至4日，JR西日本高山本線都是使用特別時間表。另外，在2003年至2010年之間，會開設臨時特急列車「Owara」，往返は大阪站/金澤站至最近會場的車站越中八尾站。
- 在舉行祇園祭和京都學生祭典（日语：京都学生祭典）當天，京都市營地下鐵會開設臨時列車。
- 在舉行鞍馬之火祭（日语：鞍馬の火祭）當天，叡山電鐵會使用臨時時間表，並且開設臨時列車。
- 在舉行秩父夜祭當天，秩父鐵道會開設臨時列車。

#### 活動列車
這些臨時列車不是為了運送旅客由一處前往另一處，而是為了鐵路迷而開辦的列車，通常這些列車的名稱會是「○○線開業××周年紀念號」，或者把一些已廢除的列車或使用一些舊車行走復活運輸班次。在這些列車班次中，多數會發放「乘車證明書」。乘坐該班次的乘客多為鐵路迷。行走這些班次的車輛在平時很少機會出現，例如一些舊型客車只會行走愉快列車。
在東武鐵道中，行走臨時列車班次時，會設有專用車輛。在2018年前會使用1800系電動列車（1819編成）。在2011年曾經行走「東武野田線100周年號」。
另外也有一些臨時列車是為了吸引觀光客而設，例如蒸氣機車牽引列車（SL列車）與小火車等。蒸氣機關車牽引列車是在1976年由大井川鐵道開始牽頭開辦，後來於山口線開設了「SL山口號」、於磐越西線開設了「SL磐越物語」、於秩父鐵道線也開設有關列車，這些列車主要在週末行走。
在行走臨時列車班次時，由於部分這些班次的車輛不是經常在鐵路線上行走，因此除了吸引乘客（當中不少為鐵路迷）乘坐外，還有吸引一些人前往鐵路沿線地方拍攝列車。特別是當SL列車行走臨時列車班次時，不單吸引鐵路迷，還吸引了沿線居民的注意，因此在鐵路沿線會聚集了許多人，甚至需要出動JR職員、與警察以維持秩序。

## 中国的臨時列車
临时旅客列车，或简称临客列车，是中国铁路的一个列车等级，指一种根据客运市场的变化，临时加开的旅客列车。分为直通临客和管内临客。
目前，中国铁路总公司在G、D、Z、T、K、普快各等级车次中为临客划分了专门的号段，因此目前使用“L”字头的临客列车已经越来越少，大多为没有临客号段的普客列车。

## 注腳

## 外部連結
- 臨時列車檢索 （页面存档备份，存于）（日語）